# Tvedalita
La tvedalita és un mineral de la classe dels silicats. Rep el nom d'una pedrera de la localitat de Tvedalen, a Noruega, la seva localitat tipus.

## Característiques
La tvedalita és un silicat de fórmula química (Ca,Mn)₄Be₃Si₆O17(OH)₄·3H₂O. Cristal·litza en el sistema ortoròmbic. La seva duresa a l'escala de Mohs és 4,5. Podria pertànyer al grup de les zeolites ja que encara no s'ha determinat l'estructura del cristall.
Segons la classificació de Nickel-Strunz, la tvedalita pertany a «09.DF - Inosilicats amb 2 cadenes múltiples periòdiques» juntament amb els següents minerals: chesterita, clinojimthompsonita, jimthompsonita, ierxovita, paraierxovita, bavenita i bigcreekita.

## Formació i jaciments
Va ser descoberta a la Ppedrera Vevja, situada a la localitat de Tvedalen, al municipi de Larvik (Vestfold, Noruega). També ha estat descrita en altres pedreres properes, al mateix municipi, així com a la pedrera Sagåsen, al municipi de Porsgrunn (Telemark). Aquests indrets són els únics de tot el planeta on ha estat descrita aquesta espècie mineral.